# Eupithecia dimidia
Eupitecia dimidia es una especie de polilla de la familia Geometridae. La especie fue descrita por primera vez por András Mátyás Vojnits en 1982 con distribución en Armenia. La especie holotipo fue descrita en Migri, en el sur de Armenia.